# Can Gras (Horta)
Can Gras és una masia situada a l'antiga plaça Major d'Horta, avui de Santes Creus, a tocar de la riera d'Horta, avui carrer del Tajo. Està catalogada com a bé amb elements d'interès (categoria C) i inclosa a l'Inventari del Patrimoni Arquitectònic de Catalunya.

## Història
El 1760, el comerciant Pau Gras i Quirch la va comprar a Josep Sabadell, i la llegaria al seu fill Pau Vicenç Gras i Soler. En el seu testament del 1834, Gaietà Gras i Soler la llegà a Joan Guillemí i Carbonell i a Josep Camprodon i Masvidal.
A la planta baixa hi havia una capella que era utilitzada pels veïns del voltant, ja que l'església parroquial de Sant Joan restava lluny. Els dies festius, a la sortida de missa, hi havia la subhasta de la borsa de treball.
El 1985, s'hi instal·là al primer pis la delegació d'Horta de Convergència Democràtica de Catalunya.

## Descripció
Era de planta basilical, amb un pis i golfes. La teulada central era de quatre vessants i dues de laterals. Tenia una àmplia planta baixa, on hi havia hagut el celler, el cup i les bótes; a més, tenia sínia i aljub i s'hi conreava la vinya. Actualment es troba molt modificada, ja que han estat cegats un petit balcó central de les golfes i els dos finestrals amb arc de mig punt que el flanquejaven, a causa d'haver rebaixat la teulada. També han estat ampliades dues de les tres portes de la planta baixa i tapiada la més petita. Només es conserva intacte el balcó principal del primer pis.